# Jhoanner Chávez
Pour les articles homonymes, voir Chávez.
Jhoanner Chávez, né le 25 avril 2002 à Puerto Francisco de Orellana en Équateur, est un footballeur international équatorien. Il évolue au poste d'arrière gauche au RC Lens.

## Biographie

### En club

#### Formation en Amérique du Sud
Né à Puerto Francisco de Orellana en Équateur, Jhoanner Chávez est formé par l'Independiente del Valle. Il joue son premier match en professionnel le 14 mai 2019, face au Orense SC, en coupe d'Équateur. Il est titulaire et participe à l'intégralité de la partie, lors de cette rencontre qui se solde par un match nul (0-0).
Le 30 septembre 2020, Chávez joue son premier match de Copa Libertadores, contre le CR Flamengo. Il entre en jeu lors de cette rencontre perdue par son équipe sur le score de quatre buts à zéro,.

#### Au RC Lens
Le 9 janvier 2024, Jhoanner Chávez rejoint le RC Lens dans le cadre d'un prêt avec option d'achat obligatoire,. Le 14 janvier, il dispute son premier match au Stade Bollaert-Delelis face au Paris Saint-Germain en remplaçant Faitout Maouassa. Les artésiens s'inclineront 2-0.  
C'est lors de sa deuxième saison dans l'Artois, qu'il inscrit son premier but sous ses nouvelles couleurs face au Stade brestois 29 lors de la deuxième journée de Ligue 1 bien servi par Anass Zaroury (victoire 2-0).   

### En sélection
Jhoanner Chávez représente l'équipe d'Équateur des moins de 17 ans. Avec cette sélection il est retenu pour participer à la coupe du monde des moins de 17 ans en 2019,. Lors de ce tournoi il prend part à  deux matchs, dont le huitième de finale perdu contre l'Italie (0-1 score final).
Avec les moins de 20 ans, il joue deux matchs en 2020.
Le 8 novembre 2020, Jhoanner Chávez est convoqué pour la première fois avec l'équipe nationale d'Équateur. Il honore sa première sélection face à l'Irak le 12 novembre 2022. Il entre en jeu et les deux équipes se neutralisent (0-0),.

## Statistiques
| Saison                | Club                           | Championnat           | Championnat | Championnat | Championnat | Coupe nationale | Coupe nationale | Coupe nationale | Coupe de la Ligue | Coupe de la Ligue | Coupe de la Ligue | Compétition(s) continentale(s) | Compétition(s) continentale(s) | Compétition(s) continentale(s) | Compétition(s) continentale(s) | Total | Total | Total |
| Saison                | Club                           | Division              | M.          | B.          | P.d.        | M.              | B.              | P.d.            | M.                | B.                | P.d.              | Comp.                          | M.                             | B.                             | P.d.                           | M.    | B.    | P.d.  |
| 2019                  | Independiente del Valle        | Serie A               | -           | -           | -           | 1               | 0               | 0               | -                 | -                 | -                 | -                              | -                              | -                              | -                              | 1     | 0     | 0     |
| 2020                  | Independiente del Valle        | Serie A               | 1           | 0           | 0           | -               | -               | -               | -                 | -                 | -                 | CL                             | 1                              | 0                              | 0                              | 2     | 0     | 0     |
| 2021                  | Independiente del Valle        | Serie A               | 21          | 0           | 1           | -               | -               | -               | 1                 | 0                 | 0                 | CL                             | 7                              | 0                              | 1                              | 29    | 0     | 2     |
| 2022                  | Independiente del Valle        | Serie A               | 21          | 3           | 2           | 10              | 2               | 0               | 7                 | 1                 | 1                 | CL                             | 6                              | 1                              | 0                              | 44    | 7     | 3     |
| Sous-total            | Sous-total                     | Sous-total            | 43          | 3           | 3           | 11              | 2               | 0               | 8                 | 1                 | 1                 | -                              | 14                             | 1                              | 1                              | 76    | 7     | 5     |
| 2023                  | EC Bahia                       | Serie A               | 19          | 0           | 1           | 5               | 0               | 0               | 5                 | 1                 | 0                 | -                              | -                              | -                              | -                              | 29    | 1     | 1     |
| 2023                  | Independiente del Valle (prêt) | Serie A               | 15          | 2           | 0           | -               | -               | -               | -                 | -                 | -                 | -                              | -                              | -                              | -                              | 15    | 2     | 0     |
| 2023-2024             | RC Lens (prêt)                 | Ligue 1               | 8           | 0           | 0           | -               | -               | -               | -                 | -                 | -                 | C3                             | 2                              | 0                              | 0                              | 10    | 0     | 0     |
| 2024-2025             | RC Lens                        | Ligue 1               | 10          | 1           | 0           | 1               | 0               | 0               | -                 | -                 | -                 | C4                             | 2                              | 0                              | 0                              | 13    | 1     | 0     |
| Sous-total            | Sous-total                     | Sous-total            | 18          | 1           | 0           | 1               | 0               | 0               | -                 | -                 | -                 | -                              | 4                              | 0                              | 0                              | 23    | 1     | 0     |
| Total sur la carrière | Total sur la carrière          | Total sur la carrière | 95          | 6           | 4           | 17              | 2               | 0               | 13                | 2                 | 1                 | -                              | 18                             | 1                              | 1                              | 143   | 11    | 6     |

### En sélection nationale
| Saison                | Sélection             | Phases finales        | Phases finales | Phases finales | Phases finales | Éliminatoires CDM | Éliminatoires CDM | Éliminatoires CDM | Matchs amicaux | Matchs amicaux | Matchs amicaux | Total | Total | Total |
| Saison                | Sélection             | Compétition           | M              | B              | Pd             | M                 | B                 | Pd                | M              | B              | Pd             | M     | B     | Pd    |
| --------------------- | --------------------- | --------------------- | -------------- | -------------- | -------------- | ----------------- | ----------------- | ----------------- | -------------- | -------------- | -------------- | ----- | ----- | ----- |
| 2022-2023             | Équateur              | -                     | -              | -              | -              | -                 | -                 | -                 | 1              | 0              | 0              | 1     | 0     | 0     |
| 2023-2024             | Équateur              | -                     | -              | -              | -              | 2                 | 0                 | 0                 | -              | -              | -              | 2     | 0     | 0     |
| 2024-2025             | Équateur              | -                     | -              | -              | -              | 3                 | 0                 | 0                 | -              | -              | -              | 3     | 0     | 0     |
| Total sur la carrière | Total sur la carrière | Total sur la carrière | -              | -              | -              | 5                 | 0                 | 0                 | 1              | 0              | 0              | 6     | 0     | 0     |

## Palmarès

### En club
Avec l'Independiente del Valle, Jhoanner Chávez est champion d'Équateur en 2022.